# Resko (gromada)
Resko – dawna gromada, czyli najmniejsza jednostka podziału terytorialnego Polskiej Rzeczypospolitej Ludowej w latach 1954–1972.
Gromady, z gromadzkimi radami narodowymi (GRN) jako organami władzy najniższego stopnia na wsi, funkcjonowały od reformy reorganizującej administrację wiejską przeprowadzonej jesienią 1954 do momentu ich zniesienia z dniem 1 stycznia 1973, tym samym wypierając organizację gminną w latach 1954–1972.
Gromadę Resko z siedzibą GRN w mieście Resku (nie wchodzącym w jej skład) utworzono 1 stycznia 1958 w powiecie łobeskim w woj. szczecińskim z obszarów zniesionych gromad Lubień Dolny i Łabuń Wielki w tymże powiecie.
Pod koniec 1960 w skład gromady Resko wchodziły następujące miejscowości: Bezmoście, Dobieszczyn, Dorowo, Grodziszcze, Iglice, Izbiska, Komorowo, Kosowo, Lubień Dolny, Lubień Górny, Luboradz, Łabuń Mały, Łabuń Wielki, Ługowina, Mokronos, Nowa Dobrzyca, Orzeszkowo, Piaski, Policko, Porąbka, Potuliny, Prusim, Słowikowo, Smólsko, Stołążek, Świekotki, Święciechowo, Trzaski i Zawierzbie.
W 1965 roku gromada miała 24 członków gromadzkiej rady narodowej.
1 stycznia 1969 do gromady Resko włączono miejscowość Policko wraz z przylegającymi obszarami o ogólnej powierzchni 384 ha z miasta Reska w tymże powiecie.
1 stycznia 1972 do gromady Resko włączono miejscowości Brenko, Glinki, Godziszewo, Grzmikoło, Jagodno, Janisław, Kwiatkowo, Łosośnica, Łosośniczka, Maliniec, Miłogoszcz, Mołdawin, Mołdawinek, Radwańce, Sąpólko, Sienno, Siwkowice, Taczały, Zbylutowo i Żerzyno ze zniesionej gromady Łosośnica w tymże powiecie.
Gromada przetrwała do końca 1972 roku, czyli do kolejnej reformy gminnej.
1 stycznia 1973 z gromady Resko wyłączono tereny pod nazwą Smólsko (6,71 ha), po czym w powiecie łobeskim reaktywowano zniesioną w 1954 roku gminę Resko (w latach 1999-2001 gmina Resko należała do powiatu gryfickiego w woj. zachodniopomorskim, tzn. do chwili reaktywowania zniesionego w 1975 roku powiatu łobeskiego).